# Kim Dong-jin
Pour les articles homonymes, voir Dong.
Kim Dong-jin est un footballeur sud-coréen né le 29 janvier 1982 à Dongducheon (Corée du Sud). Il évolue au poste de défenseur latéral gauche mais a commencé sa carrière en tant que milieu gauche.

## Biographie
Kim Dong-jin a fait ses premiers pas en équipe nationale début 2003. Après avoir participé aux Jeux olympiques de 2004 à Athènes, Kim Dong-jin participe à la Coupe du monde 2006 en Allemagne et joue les trois rencontres de son équipe en tant que titulaire.
Plus récemment, Kim Dong-jin a également été sélectionné par Pim Verbeek afin de participer à la Coupe d'Asie 2007 en Indonésie et a été titulaire contre le Bahreïn.
Kim Dong-jin trouve pour la première fois le chemin des filets en Russie en août 2007, en inscrivant un doublé au cours d'un match contre le Tom Tomsk.

## Palmarès

### Corée du Sud(équipe nationale)
- 3e à la Coupe d'Asie des nations de football 2007

### En club
- Vainqueur de la Supercoupe de Corée du Sud en 2001 avec le  FC Seoul
- Finaliste de la Ligue des Champions de l'AFC en 2002 avec le  FC Seoul
- Champion de Russie en 2007 avec le  Zénith Saint-Pétersbourg
- Vainqueur de la Coupe de l'UEFA en 2008 avec le  Zénith Saint-Pétersbourg
- Vainqueur de la Super Coupe d'Europe 2008.
- Championnat de Hong-Kong en 2017